# Liselotte von der Pfalz (1935)
Liselotte von der Pfalz ist eine 1935 entstandene, deutsche Filmkomödie im historischen Gewand von Carl Froelich mit Renate Müller in der Titelrolle sowie Hans Stüwe und Michael Bohnen in den männlichen Hauptrollen.

## Handlung
Die junge Liselotte, offiziell Elisabeth Charlotte, Prinzessin von der Pfalz, Tochter des pfälzischen Kurfürsten Karl Ludwig, ist ein ziemlicher Wildfang. Die lebensfrohe, junge Prinzessin verbringt eine sorgenfreie Jugend am Hof ihres verarmten Vaters. Als dieser vernimmt, dass der französische König Ludwig XIV. derzeit nach einer Frau für seinen Bruder, den ziemlich unsteten Philippe, Herzog von Orléans, sucht, kommt ihm dies sehr zupass. Denn die eigene Tochter unter die Haube zu bringen und dafür auf alle Zeiten finanziell saniert zu sein, erscheint dem Kurfürsten als ein gutes Geschäft. Liselotte hingegen ist alles andere als begeistert davon, dass ihr Vater sie mit einem ihr völlig fremden Mann verkuppeln will. Dennoch fügt sie sich dem väterlichen Entschluss, da ihre Tante Sophie, die Herzogin von Hannover, ganze Überzeugungsarbeit leistet. Und so begibt sie sich auf die Kutschfahrt nach Versailles.
Am prachtvollen Hofe des Sonnenkönigs ist alles sehr viel formeller und steifer, außerdem bringt man ihr von Anbeginn einen an Verachtung grenzenden Hochmut entgegen. Auch Philippe, der auserkorene Ehemann in spe, behandelt das Mädchen aus der deutschen Provinz von oben herab und lässt sie spüren, dass er sie seiner als kaum ebenbürtig erachtet. Der König hingegen zeigt sich beeindruckt von der Frische und Unbekümmertheit Liselottes und ist nahezu erfreut, dass endlich mal jemand aufgetaucht ist, der sich seinen Avancen gegenüber abweisend verhält. Trotz Philippes abweisender Art nimmt sich Liselotte fest vor, ihrem Gatten eine gute Ehefrau zu sein. Die Dinge am Hofe verschlechtern sich noch, als Liselotte erfahren muss, dass Frankreich nunmehr die Pfalz für sich beansprucht. Liselotte würde dies als Verrat an der alten Heimat ansehen, würde sie dieser Okkupation zustimmen und interveniert bei dem König. Hier aber ist der „roi soleil“ ganz Machtpolitiker und zeigt Liselotte die kalte Schulter. Daraufhin reist die eigenwillige junge Frau ab und kehrt in die Pfalz zurück, um vor allem ihre Heimatstadt Heidelberg vor einer drohenden Vernichtung zu bewahren.
Zum ersten Mal zeigt sich Gatte Philippe von soviel Entschlossenheit und Courage seiner bislang ungeliebten Gattin beeindruckt. Von König Ludwig erfährt er von Liselottes mutigem Schritt und reist ihr in die Pfalz nach. Während beider Wiederbegegnung bei Liselottes Tante, der Äbtissin von Maubuisson, kommt es zwischen den so ungleichen Eheleuten zur Versöhnung. Philippe überzeugt Liselotte, dass sie an seine Seite gehört, und so reisen Liselotte von der Pfalz und der Herzog von Orléans als glückliches Ehepaar an den Hof von Versailles zurück. 

## Produktionsnotizen
Liselotte von der Pfalz entstand zwischen Anfang Februar und Mitte April 1935 im Tonfilmstudio der Carl Froelich-Film in Berlin-Tempelhof und wurde am 8. August 1935 im UFA-Palast am Zoo uraufgeführt.
Friedrich Pflughaupt hatte wie stets bei Froelichs Tonfilminszenierungen die Produktionsleitung. Komponist Alois Melichar übernahm auch die musikalische Leitung. Franz Schroedter und Walter Haag gestalteten die Filmbauten, Ilse Fehling entwarf die Kostüme. Hans Gérard choreografierte die Tänze. Hans Grimm sorgte für den Ton, Rolf Hansen war Froelichs Regieassistent. Diverse Szenen mit Pfälzer Dialekt wurden von Isolde Laugs und Kurt Felden nachsynchronisiert.

## Rezeption
Paimann’s Filmlisten resümierte: „Das figurenreiche Sujet biegt die Gestalt seiner Heldin ins Tragische um, entbehrt aber zeitkritischer Züge. Hat mundartlich uneinheitlichen, aber ungezwungenen Dialog, ist mit ziemlich großer gediegener Ausstattung etwas umständlich inszeniert. Die Darsteller haben Haltung und Nuancierungsvermögen, Melichars Musik untermalt wirksam. (…) Ein guter geschichtlicher Film mit überdurchschnittlicher Aufmachung.“

„Ausgezeichnete Arbeit von Fröhlich [sic!]. Glänzend gekonnt und gut gemacht.“